# Walnut Canyon Visitor Center
Le Walnut Canyon Visitor Center est un office de tourisme américain dans le comté de Coconino, en Arizona. Situé en surplomb du canyon Walnut au sein du Walnut Canyon National Monument, il est géré par le National Park Service.
Dessiné par Cecil J. Doty dans le style rustique du National Park Service, le bâtiment est construit à compter de la fin de 1938 par le Civilian Conservation Corps. D'octobre 1963 à octobre 1964, il est significativement agrandi dans le cadre de la Mission 66, selon les plans de Philip L. Romigh.